# Javor jasanolistý
Javor jasanolistý (Acer negundo) je listnatý, dvoudomý, opadavý strom z čeledi mýdelníkovité. Vzhledem k několika odlišnostem od ostatních javorů, popsaných zde níže, je některými autory (mj. 5. díl Květeny ČR z r. 1997) považován za samostatný druh javorovec jasanolistý (Negundo aceroides).

## Popis
Je to menší, poměrně rychle rostoucí, opadavý strom, asi 15 m vysoký, výjimečně až 20 m. Koruna je kopulovitě klenutá, řídká, většinou mezerovitě otevřená a nepravidelná, o průměru až 18 m.
Kmen je krátký a poměrně netvárný, strom často vícekmenný. Větve krátké, příkře vzpřímené a rozložené, místy vystoupavé. Letorosty lesklé, šedomodře ojíněné a úplně lysé. Jsou poměrně tenké a štíhlé, nezkroucené jako u jiných druhů javorů. Pupeny na rozdíl od jiných druhů rodu Acer jsou velmi malé, jen několik milimetrů dlouhé, nápadně bílé, kryté jen dvěma šupinami.
Borka je u starších jedinců hladká, hnědošedá až šedočernavá, sotva brázditá nebo vzorkovaná, ve městech pak velmi často porostlá zelenými řasami. Kořenový systém je plochý.
Listy vstřícné, asi 7–15 cm dlouhé, lichozpeřené (výjimka u rodu Acer!), lístky po 5, výjimečně i po 7, většinou velmi krátce řapíkaté až skoro přisedlé, vesměs asi 5–10 cm dlouhé, zašpičatělé a na obvodu nepravidelně ostře zubaté nebo téměř celokrajné, většinou světle zelené, velmi tenké, a proto také zpravidla lehce převislé. Konečný lístek je většinou trojlaločný. Listy se na podzim barví do žluta.
Květy jednopohlavné, na různých jedincích (opět výjimka u rodu Acer!), bez korunních lístků, ve volných latách, které se objevují současně s rašením listů. Křídla plodů velmi úzká, svírají ostrý úhel a jsou srpovitě zakřivená a světle hnědavá.

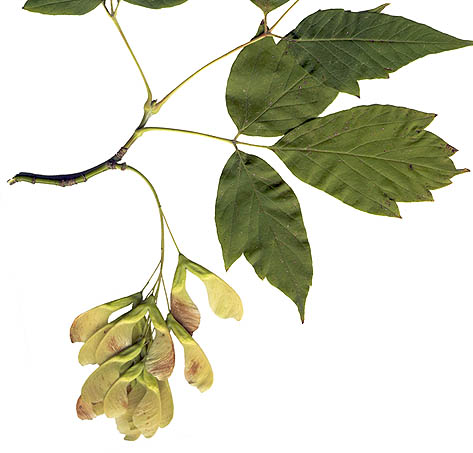
Větévka javoru jasanolistého s plody

## Areál rozšíření
Původní je v Severní Americe, hlavně ve východní a centrální části kontinentu, odlišnými rasami je však také zastoupen v západní části USA (např. Kalifornie). Zasahuje ale až do Střední Ameriky po Honduras.

## Ekologie
Jedná se o rychle rostoucí, avšak krátkověkou dřevinu, dožívá se zpravidla pouze 60–100 let. Miluje svěží až vlhkou, kyprou půdu, daří se však i na půdě bažinaté, odolný vůči mrazu i suchu. Vyžaduje světlo.
Klimaticky je poměrně odolný, snáší kouř i prach ve městech. U nás má použití jako strom parkový či jako okrasná dřevina v několika pestrolistých kultivarech. Dřevina velmi snadno tvoří nálety a je nadána silnou a agresivní kořenovou i pařezovou výmladností, s níž lze být považována za invazivní druh.
Použití této dřeviny jako alejového stromu není vhodné, protože netvoří rovný kmen.